# Нермин Хаскић
Нермин Хаскић (Бановићи, 27. јун 1989) босанскохерцеговачки је фудбалер. Игра на позицији нападача, а тренутно наступа за Вележ из Мостара.

## Клупска каријера
Хаскић је каријеру почео у екипи Будућности из Бановића, након чега је 2011. године прешао у Сарајево. За сарајевски клуб је у сезони 2011/12. Премијер лиге БиХ одиграо 30 утакмица и постигао осам голова. У лето 2012. године прикључио се Вождовцу, за кога је у сезони 2012/13. у Првој лиги Србије на 29 одиграних утакмица постигао девет голова. Након тога је био у Словачкој где је између осталог наступао за екипе Кошица, Жилине и Ружомберока.
У јуну 2018. године је потписао уговор са Радничким из Ниша. Раднички је такмичарску 2018/19. завршио на другом месту Суперлиге Србије, а Хаскић је са 24 постигнута гола био најбољи стрелац лиге. Провео је у Радничком и први део такмичарске 2019/20, након чега је 25. децембра 2019. потписао уговор са јапанским друголигашем Омијом Ардијом. Напустио је јапански клуб у децембру 2021, по истеку уговора. Вратио се у босанскохерцеговачки фудбал 25. децембра 2021. када је потписао једноипогодишњи уговор са Вележом из Мостара.

## Репрезентација
Свој једини меч за сениорску репрезентацију Босне и Херцеговине је одиграо у децембру 2011. године у пријатељском мечу против Пољске који је завршен победом Пољака од 1:0.